# Little Gidding (poème)
Little Gidding est le quatrième et dernier poème des Quatre Quatuors de T. S. Eliot, cycle de poèmes philosophiques et mystiques consacrés au temps, au regard sur le monde, au sort de l’humanité et au salut. Il est publié pour la première fois en septembre 1942, un an après les précédents poèmes du cycle, en raison des raids aériens sur la Grande-Bretagne pendant la Seconde Guerre mondiale et de la mauvaise santé d'Eliot. Le titre fait référence à une petite communauté anglicane du comté de Huntingdonshire, créée par Nicholas Ferrar au XVIIe siècle et dispersée pendant la guerre civile anglaise. 
Le poème utilise l'image combinée du feu et du Saint-Esprit, apparu à la Pentecôte sous forme de feu, pour souligner le besoin de purification et de purgation. Selon le poète, la compréhension défectueuse que l'humanité a de la vie, ainsi que le fait de se détourner de Dieu, conduit à un cycle de guerre, mais ce cycle peut être surmonté en reconnaissant les leçons du passé. Dans le poème, le narrateur rencontre un fantôme qui est une combinaison de divers poètes et de figures littéraires. L'influence de Dante y est importante, tant dans le style que dans le contenu. Little Gidding se concentre sur l'unité du passé, du présent et du futur et affirme que la compréhension de cette unité est nécessaire au salut. 

## Contexte

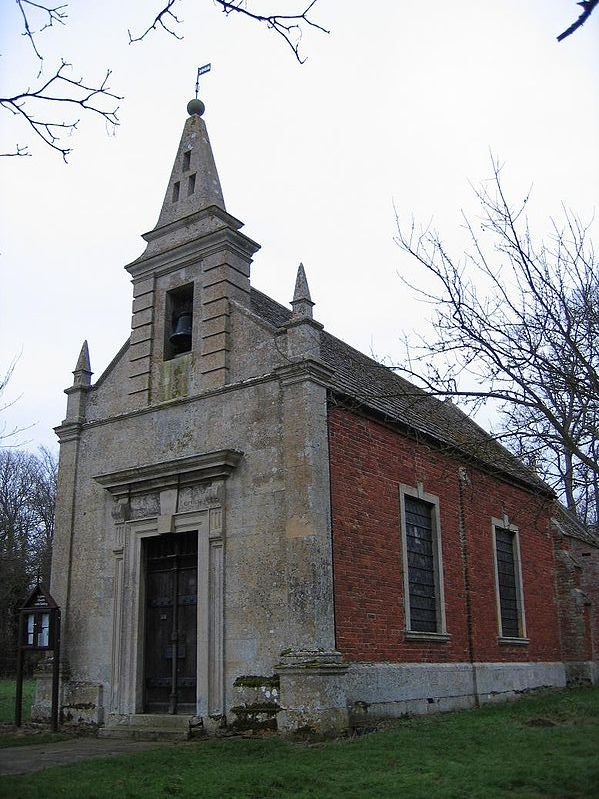
Église Saint-Jean, Little Gidding, re construite en 1714

Après l'achèvement du troisième poème des Quatre Quatuors, The Dry Salvages, la santé d'Eliot décline. Il reste à Shamley Green, dans le Surrey, pendant sa convalescence. C'est pendant ce temps qu'il commence à écrire Little Gidding. Le premier projet est achevé en juillet 1941, mais il en est mécontent. Il pense que les problèmes du poème résident dans sa propre incapacité d'écriture et que le poème a été écrit de manière précipitée, à la suite des raids aériens sur Londres. Après la rédaction du premier projet, il met le poème de côté et part en septembre pour donner des conférences dans toute la Grande-Bretagne . 
Après des mois sans travailler sur le poème, Eliot reprend son travail dessus au août 1942. Il compose au total cinq ébauches. Le poème est terminé le 19 septembre 1942 et publié dans le New English Weekly d'octobre. Little Gidding est destiné à conclure la série des Quatre Quatuors en résumant les points de vue d’Eliot exprimés dans cette série de poèmes. 
Little Gidding était le foyer d’une communauté anglicane créée en 1626 par Nicholas Ferrar. La famille Ferrar vivait une vie chrétienne selon les principes de la Haute Église et du Book of Common Prayer. La communauté religieuse se disperse pendant la guerre civile anglaise entre parlementaires et royalistes, mais se réforme et se termine par la mort de John Ferrar en 1657. Eliot s'est rendu sur les lieux en mai 1936. 
Contrairement aux autres lieux mentionnés dans les titres des poèmes des Quatre Quators, Eliot n'avait aucun lien direct avec la communauté chrétienne d'origine. En tant que telle, la communauté est censée représenter presque toutes les communautés religieuses,.

## Poème
Les critiques classent Little Gidding comme un poème centré sur l'élément du feu, mettant l’accent sur la purge et le feu pentecôtiste. Le début du poème traite du temps et de l'hiver, avec une attention particulière pour l'arrivée de l'été. Les images de neige, qui suscitent des désirs de vie spirituelle, se transforment en une analyse des quatre éléments classiques : le feu, la terre, l'air et l'eau, ainsi que de la façon dont le feu est l'élément principal des quatre. Suit un propos sur la mort et la destruction, les choses non accomplies et les regrets des événements passés. 
Tout en utilisant le style de Dante terza rima, le poème continue en décrivant la bataille d’Angleterre. L'image de la guerre se confond avec la représentation de la Pentecôte et le Saint-Esprit se juxtapose aux raids aériens sur Londres. Dans la deuxième partie, un fantôme représentant les poètes du passé coincés entre des mondes commence à parler au narrateur du poème. Le fantôme discute du changement, de l'art en général et de la façon dont l'homme est imparfait. Selon le fantôme, le seul moyen de surmonter la situation problématique de l’humanité est de faire l'expérience de la purification par le feu. Le feu est décrit de manière similaire à celle de Julian of Norwich sur l’amour de Dieu et est discuté en relation avec la chemise de Nessus, une chemise qui brûle son porteur. Little Gidding continue en décrivant l'éternité du présent et comment l'histoire existe en tant que modèle. Le poème se termine en expliquant qu'il est nécessaire de faire des sacrifices pour permettre à un individu de mourir et de renaître, et que le salut devrait être l'objectif de l'humanité. 

## Thèmes
Eliot est convaincu que toute la société doit souffrir avant que la nouvelle vie puisse commencer. La communauté originale de Little Gidding a été construite pour vivre sur des bases monastiques, mais la communauté a été endommagée et dispersée par les forces puritaines au cours de la guerre civile anglaise en 1646. L'église, le centre de la communauté, a été restaurée en 1714 et à nouveau en 1853. L’image du renouveau religieux s’allie à l’image des raids aériens londoniens et des combats et destructions incessants dans le monde. Cette combinaison d'images est utilisée pour discuter de la connexion des lieux saints avec le Saint-Esprit, la Pentecôte, la communion avec les morts et la répétition de l'histoire. Le thème est également interne aux propres poèmes d'Eliot ; l'image de la roseraie à la fin Little Gidding est l'image qui commence Burnt Norton et le voyage est rendu circulaire. En outre, la représentation du temps dans le poème est similaire à la façon dont le temps fonctionne dans The Family Reunion. 
Comme les autres poèmes qui composent les Quatre quatuors, Little Gidding traite du passé, du présent et de l'avenir, ainsi que de la place de l'humanité en leur sein, chaque génération étant apparemment unie. Dans la deuxième section, il y a un fantôme qui est la compilation de divers poètes, dont Dante, Swift, Yeats et autres. Lorsque le fantôme rejoint le poète, le narrateur déclare "Me connaître et être quelqu'un d'autre". Cela suggère que les différentes époques se confondent en même temps que les différentes personnalités commencent à se confondre, ce qui permet une communication et une connexion avec les morts. Plus tard, dans la quatrième partie, l’humanité a le choix entre le Saint-Esprit et le bombardement de Londres : rachat ou destruction. L'amour de Dieu permet à l'humanité d'être rachetée et d'échapper à l'enfer vivant par la purification par le feu. La fin du poème décrit comment Eliot a tenté d'aider le monde en tant que poète. Il travaille dans le langage avec le travail sur l'âme ou sur la société. 

Le fantôme, combinaison de nombreuses figures littéraires, était à l'origine nommé « Ser Brunetto », avant d'être transformé en un « vous » moins précis. « Ser Brunetto » est la façon dont Dante s'adresse à Brunetto Latini, un ancien mentor que, dans son poème, il rencontre en enfer, et qui avait été condamné pour sodomie. Dans une lettre à John Hayward datée du 27 août 1942, Eliot explique pourquoi il procédé à une modification : 
 Je pense que vous reconnaîtrez qu'il était nécessaire de se débarrasser de Brunetto pour deux raisons. La première est que la figure visionnaire est maintenant devenue un peu plus précise et sera certainement identifiée par certains lecteurs de Yeats, bien que je ne veuille rien dire de plus précis que celui-là. Cependant, je ne souhaite pas prendre la responsabilité de mettre Yeats ou qui que ce soit d'autre en enfer et je ne veux pas lui imputer le vice particulier qui a amené Brunetto à cet endroit. Deuxièmement, bien que la référence à ce chant soit censée être explicite, je souhaite que l'effet du tout soit purgatoire, ce qui est plus approprié. Cela nous amène à la référence à la nage dans le feu dont vous vous souviendrez à la fin du Purgatorio 26 où se trouvent les poètes. 
 Le thème de la nage à travers les flammes est lié à la représentation de Guido Guinizelli, un poète qui a influencé Dante, cherchant un tel état dans Purgatorio XXVI. Cependant, la représentation de la nage est transformée en une image de la danse, un acte qui apparaît tout au long de la poésie de Yeats, au sein de flammes purgatoriales. Le critique Dominic Manganiello suggère qu'en combinant l'image de la danse à la purification, Eliot fusionne les thèmes poétiques de Dante et de Yeats. 

## Sources
Dans un passage, Eliot utilise la rime terza rima d’une manière semblable à celle de Dante. Dans une conférence de 1950, il explique comment il a imité Dante dans Little Gidding et les défis que cela présentait. La conférence insiste également sur le fait de garder une forme fixe et sur la manière dont la poésie de Dante est le modèle de la poésie religieuse et de la poésie en général. Outre Dante, de nombreuses images utilisées dans Little Gidding sont des allusions aux précédents poèmes d'Eliot, en particulier aux autres poèmes des Quatre Quatuors. 
Eliot a inclus d'autres sources littéraires dans le poème : Stéphane Mallarmé, W. B. Yeats, Jonathan Swift, Arnaut Daniel, la danse de Nijinsky dans Le Spectre de la Rose, et Hamlet de Shakespeare. Des images religieuses sont utilisées pour relier le poème aux écrits de Julian of Norwich, à la vie et à la mort de Thomas Wentworth, à William Laud, à Charles Ier et à John Milton. Eliot s'appuie sur des déclarations théologiques similaires à celles d'Alfred, In In Memoriam de Lord Tennyson et The Impercipient de Thomas Hardy. La Bible joue également un rôle important dans le poème, en particulier dans les discussions sur le Saint-Esprit et la Pentecôte. De nombreux commentateurs ont souligné l'influence de George Herbert dans le poème, mais Eliot, dans une lettre du 10 mars 1941 à Anne Ridler, déclare qu'il essaie d'éviter de tels liens au sein de Little Gidding. 

## Accueil
Des critiques tels que Malcolm Cowley et Delmore Schwartz ont des sentiments mitigés quant à la religiosité du poème. Cowley insiste sur la nature mystique du poème et sur le fait que ses thèmes sont plus proches du bouddhisme que de l'anglicanisme, tout en mentionnant qu'il apprécie plusieurs passages. Schwartz mentionne également les images bouddhistes et son admiration pour de nombreux vers de Little Gidding. F. B. Pinion estime que la quatrième section du poème cause « plus de problèmes et de contrariété à Eliot que n'importe quel passage de la même longueur qu'il ait jamais écrit, et constitue sa plus grande réussite dans les Quatuors ». 
EM Forster n'aime pas l'accent mis par Eliot sur la douleur et affirme : « Bien sûr, il y a une douleur de temps en temps dans la vie de chaque individu... Vous ne pouvez pas l'éviter et ainsi de suite. Mais pourquoi devrait-il être approuvé par le maître d'école et sanctifié par le prêtre jusqu'à ce que le feu et la rose ne fassent qu'un si tant de choses sont causées par des maladies et des brimades? C'est ici qu'Eliot devient insatisfaisant en tant que voyant ». En 2003, Roger Scruton écrit que, dans Little Gidding, Eliot a réalisé « ce qu’il envie à Dante - à savoir une poésie de croyance, dans laquelle la croyance et les mots ne font qu’un, et dans laquelle la pensée ne peut être libérée de la liberté, langage contrôlé et beau ».